# Béla Greskovits
Béla Greskovits (* 1953) ist ein ungarischer Ökonom und Politikwissenschaftler. Er ist emeritierter Professor für Internationale Beziehungen und Politikwissenschaft an der Central European University, an der er seit 1992 als Hochschullehrer tätig war. In seiner Forschung beschäftigt er sich schwerpunktmäßig insbesondere mit der politischen Ökonomie der Staaten Osteuropas.

## Werdegang
Greskovits besuchte von 1973 bis 1977 das László-Rajk-Kolleg (Rajk Szakkollégium) an der damaligen Karl-Marx-Universität für Wirtschaftswissenschaften in Budapest. Nach einem Diplom in Wirtschaftswissenschaft 1977 erhielt er an der Universität eine Stelle als wissenschaftlicher Mitarbeiter und wurde dort 1980 in Wirtschaftswissenschaft promoviert. Ab 1982 arbeitete er für das staatliche Marktforschungsinstitut Kopint-Datorg, wo er 1988 zum Leiter der Forschungsabteilung aufstieg. Anfang 1986 verbrachte er zudem drei Monate als Gastwissenschaftler bei der Friedrich-Ebert-Stiftung in der Bundesrepublik Deutschland. Nach dem Ende des Kalten Kriegs und des Sozialismus in Ungarn verbrachte Greskovits 1992 rund ein halbes Jahr als Economic Freedom Fellow der Pew Charitable Trusts an der Georgetown University sowie bei der Weltbank in den Vereinigten Staaten. Im selben Jahr erhielt er eine Stelle als Dozent an der Central European University (CEU) in Budapest. 1996 verlieh ihm die Ungarische Akademie der Wissenschaften einen weiteren Ph.D. in Wirtschaftswissenschaft.
An der CEU erhielt er 2001 eine Professur an den Fachbereichen für Internationale Beziehungen und für Politikwissenschaft. Ab 2010 war er zudem als Dozent an der Universität Debrecen tätig. Darüber hinaus verbrachte er weitere Aufenthalte als Gastwissenschaftler an anderen Institutionen, unter anderem 1995 sowie erneut 1998 bis 1999 und 2004 an der Cornell University, 2000 an der Universität Paris-Nanterre, 2003 bis 2004 an der Harvard University sowie an der Rutgers University, und von 2008 bis 2009 sowie erneut von 2016 bis 2021 am Europäischen Hochschulinstitut in Florenz. 2024 wurde er an der CEU, die zwischenzeitlich nach Wien umgezogen war, emeritiert.

## Forschung und Rezeption
In seiner Forschung beschäftigt sich Greskovits mit den Ausprägungen des Kapitalismus in den politischen und ökonomischen Systemen der postsozialistischen Staaten Osteuropas und der Europäischen Union, deren wirtschaftlicher Entwicklung und mit politischen Reformprozessen. Ein weiteres Forschungsfeld sind soziale Bewegungen und Demokratisierungsprozesse. Laut der Datenbank von Google Scholar wurden Greskovits’ Veröffentlichungen insgesamt in über 6000 anderen wissenschaftlichen Arbeiten zitiert, mit einem h-Index von 24.
Für sein 2012 gemeinsam mit Dorothee Bohle veröffentlichtes Buch Capitalist Diversity on Europe's Periphery wurden beide Autoren 2013 mit dem Stein-Rokkan-Preis für vergleichende sozialwissenschaftliche Forschung ausgezeichnet, der gemeinsam vom Internationalen Rat für Sozialwissenschaften, dem European Consortium for Political Research und der Universität Bergen vergeben wird. In dem Buch vergleichen sie die Entwicklung kapitalistischer Systeme in verschiedenen osteuropäischen Staaten und führen diese auf Vermächtnisse der jeweiligen vorherigen sozialistischen Regimes zurück. Darauf aufbauend beschreiben sie die Herausbildung dreier verschiedener Varianten von Wirtschaftssystemen in der Region: eines neoliberalen, eines „eingebetteten“ neoliberalen sowie eines neokorporatistischen Typus. Das Buch erschien darüber hinaus 2017 auch in japanischer Übersetzung.
2018 wurde Greskovits für besondere Leistungen im Bezug auf den Donauraum mit dem Danubius-Award des Instituts für den Donauraum und Mitteleuropa und des österreichischen Bundesministeriums für Bildung, Wissenschaft und Forschung ausgezeichnet. Darüber hinaus erhielt er für sein Werk weitere Preise von sozialwissenschaftlichen Fachvereinigungen wie der Ungarischen Vereinigung für Soziologie sowie der Ungarischen Vereinigung für Politikwissenschaft.

## Werke (Auswahl)
- The Political Economy of Protest and Patience: East European and Latin American Transformations Compared. Central European University Press, Budapest und New York 1998.
- Mit Dorothee Bohle: Capitalist Diversity on Europe's Periphery. Cornell University Press, Ithaca und New York 2012.